# Діло Артамонових
«Діло Артамонових» — радянський художній фільм 1941 року, поставлений на кіностудії «Мосфільм» режисером Григорієм Рошалем за однойменним романом Максима Горького. Фільм відновлений в 1968 році.

## Сюжет
Дія фільму-епопеї проходить протягом півстоліття, від селянської реформи і скасування кріпосного права до революційних подій 1917 року. Оповідає про життя Іллі Артамонова, колишнього прикажчика князя Георгія, який відкрив фабрику в невеликому місті і став підприємцем, а також його дітей (старший син Петро і молодший Микита) і онуків. Старший син Петро після смерті батька стає головою сімейної справи; молодший Микита, каліка, відмовившись від своєї частки у спадщині, йде в монастир. Через роки справа налагодилася, пішла вгору і стала приносити серйозний прибуток. Онуки першого Артамонова, що виросли, починають долучатися до управління фабрикою. Тяжке життя робітників знайшло відгук у серці Іллі-молодшого, що повернувся додому, сина Петра і Наталії. Залишивши сім'ю, він знайшов своє місце серед більшовиків. Перша Світова війна і Жовтнева революція поставили крапку на сімейній справі Артамонових. Почалися страйки і хвилювання. Влада перейшла до пролетаріату, який прийшов на зміну старим господарям життя.

## У ролях
- Сергій Ромоданов —  Ілля Артамонов
- Тамара Чистякова —  мати Наталії, Уляна Іванівна Баймакова
- Михайло Державін-старший —  старший син Петро Ілліч Артамонов
- Віра Марецька —  дружина Петра, Наталія Євсіївна
- Володимир Балашов —  горбань, молодший син, Микита Ілліч Артамонов
- Олександр Смирнов —  племінник Іллі Артамонова, Олексій
- Борис Шухмін —  двірник Тихон В'ялов
- Ніна Зорська —  дружина Олексія, Ольга
- Надир Малишевський —  син Петра і Наталії, Ілля-молодший
- Григорій Шпігель —  син Петра і Наталії, Яків
- Костянтин Лишафаєв —  чоловік Тетяни, Митя
- Гарі Міновицька —  дочка Петра і Наталії, Тетяна
- Євген Тетерін —  син Олексія, Мирон
- Георгій Светлані —  Борис Морозов
- Любов Орлова —  співачка Паула Менотті
- Віктор Кольцов —  батько Наталі, Овсій Дмитрович Баймаков
- Олександр Антонов —  Барський
- Тетяна Баришева —  Барська
- Михайло Пуговкін —  купець Степаша Барський
- Інна Федорова —  працівниця фабрики
- Данило Ільченко —  опалювач

## Знімальна група
- Автор сценарію: Сергій Єрмолинський
- Режисер: Григорій Рошаль
- Оператор: Леонід Косматов
- Художник: Володимир Єгоров
- Композитор: Маріан Коваль